# Zábřeh
Zábřeh är en stad i Tjeckien.   Den ligger i regionen Olomouc, i den östra delen av landet, 180 km öster om huvudstaden Prag. Zábřeh ligger 304 meter över havet och antalet invånare är 14 360.
Terrängen runt Zábřeh är kuperad västerut, men österut är den platt. Runt Zábřeh är det ganska tätbefolkat, med 134 invånare per kvadratkilometer. Närmaste större samhälle är Šumperk, 11,6 km nordost om Zábřeh. Trakten runt Zábřeh består till största delen av jordbruksmark.